# هال 9000
هال 9000 هي شخصية خيالية للذكاء الاصطناعي والخصم الرئيسي في سلسة كتب أوديسا الفضاء للكاتب ارثر س. كلارك. كان الظهور الأول في فيلم 2001: اودية الفضاء عام 1968.
هال (حاسوب خوارزمي مبرمج إرشادياً) هو جهاز كمبيوتر لديه ذكاء اصطناعي حساس يستطيع التحكم بأنظمة المركبة الفضائية ديسكفري ون، و يتفاعل أيضا مع طاقم رواد الفضاء الموجودين على السفينة. بينما جزء من معدات هال تظهر قرب نهاية الفيلم، هو يصور في الغالب على انه عدسة كاميرا تحتوي على نقطة حمراء أو صفراء، والتي توجد امثلة منها في جميع انحاء السفينة.
شخصية هال 9000 تم التعبير عنها صوتياً من قبل دوغلس رين في سلسلة أفلام أُوديسا الفضاء. يتكلم هال بصوت ناعم وهادئ و بطريقة حوارية على عكس أفراد الطاقم ديفيد بومان وفرانك بول.
في الفيلم، أصبح هال جاهزاً للعمل في 12 كانون الثاني 1992 في مختبرات HAL في إيربانا، إلينوي كإنتاج رقم 3. في بدايات السيناريوهات كانت سنة التشغيل 1991 لكن تم تغييرها إلى 1997 حسب رواية كلارك والتي تم اصدارها بالتزامن مع الفيلم.
بلإضافة إلى المحافظة على أنظمة سفينة ديسكفري ون خلال مهمة الذهاب إلى كوكب المشتري (أو كوكب زحل في الرواية), اظهر هال بانه قابل على المحادثة، و التعرف على الكلام، و نظام التعرف على الوجه، و معالجة اللغات الطبيعية، والقدرة على قراءة الشفاه و القدرة على تقدير الفن و نقده، وتفسير السلوكيات العاطفية، والتفكير الآلي، وقيادة المركبات الفضائية، ولعب الشطرنج.

## الفكرة والتنفيذ
لاحظ كلارك بان الجزء الأول من سلسلة الافلام لاق نقداً لأنه لم يكن هنالك أي شخصيات ما عدا هال وايضا بأن جزءا كبيرا من القصة المكتوبة قد تم حذفها من الفيلم وحتى من رواية كلارك :77–79. عبر كلارك بأنه قد فكر ب مستكشف الهاتف المستقل –5 كاسم اخر للحاسوب، لكن ثم قرر علي اسم سقراط عند كتابة المسودات المبكرة، وانتقل في المسودات اللاحقة إلى أثينا، جهاز كمبيوتر بشخصية أنثوية، قبل الاستقرار على هال 9000:78. اسم سقراط تم استخدامه لاحقا في سلسلة روايات كلارك وستيفن باكستير«اوديسا الوقت».
وصفت المسودات المبكرة سقراط كانسان الي شبه بشري تقريبا، وكان يراقب مشروع مورفيس والذي درس السبات المطول استعدادا لرحلة فضائية طويلة المدى. كدليل على ذلك للسيناتور فلويد، طلب الدكتور برونو فورستر، مصمم سقراط، من الجهاز الالي إيقاف الأكسجين عن الأشخاص الكامنين في السبات كامينسكي ووايتهيد، وهو ما يرفضه سقراط، مستشهدا بقانون أسيموف الأول للروبوتات":Chapter 12
في إصدار لاحق، حيث كان بومان ووايتهيد طاقم ديسكفري الوحيدين الغير موجودين بالسبات، يموت وايتهيد خارج المركبة الفضائية بعد اصطدام جرابته بالهوائي الرئيسي، مما أدى إلى تمزيقها. أدى هذا إلى الحاجة إلى قيام بومان بإحياء بول، لكن الإحياء لا يسير وفقًا للخطة، وبعد الاستيقاظ لفترة وجيزة، يموت بول. يعلن الكمبيوتر، المسمى اثينا في هذه المسودة، «جميع أنظمة بوول الآن لا تعمل. سيكون من الضروري استبداله بوحدة احتياطية.» بعد ذلك، قرر بومان الخروج في جراب واسترجاع الهوائي الذي يتحرك بعيدًا عن السفينة:149–150. ترفض أثينا السماح له بمغادرة السفينة، مستشهدة بـ «التوجيه 15» الذي يمنعها من تركها دون رقابة، مما يجبره على إجراء تعديلات على البرنامج خلال الوقت الذي ينجرف فيه الهوائي أكثر:159–160.
خلال البروفات، طلب كيندريك من ستيفت باورز تزويد صوت هال 9000 أثناء البحث عن صوت مخنث مناسب حتى يكون لدى الممثلين شيئًا للرد عليه. في المجموعة، لعب الممثل البريطاني نايجل دافنبورت دور هال. عندما يتعلق الأمر بدبلجة هال في مرحلة ما بعد الإنتاج، كان كوبريك قد اختار في الأصل مارتن بلسم، ولكن نظرًا لأنه شعر أن بلسم «بدا وكأنه أمريكي بشكل عامي قليلاً»، تم استبداله بدوجلاس راين، الذي "كان لديه نوع من الوسط اللطيف.. لقد شعرنا أن اللهجة الأطلسية كانت مناسبة للجزء ". تم تسليم رين فقط خطوط هال بدلاً من النص الكامل، وقام بتسجيلها على مدار يوم ونصف.
تم إنشاء لقطات وجهة نظر هال باستخدام عدسة زاوية واسعة سينيراما فيرتشايلد كيرتس بزاوية رؤية 160 درجة. يبلغ قطر هذه العدسة حوالي 8 بوصات (20 سم)، في حين يبلغ قطر هال على عدسة العين المثبتة على الدعامة حوالي 3 بوصات (7.6 سم) في القطر.
اختار ستانلي كوبريك استخدام عدسة فيرتشايلد كيرتس الكبيرة لتصوير لقطات من وجهة نظر هال 9000 لأنه كان بحاجة إلى عدسة عين سمكة بزاوية عريضة تتناسب مع كاميرا التصوير الخاصة به، وكانت هذه هي العدسة الوحيدة في ذلك الوقت التي ستفي بالغرض. يبلغ طول عدسة فيرتشايلد كيرتس 23 مم (0.9 بوصة) مع فتحة قصوى تبلغ f / 2.0 ويبلغ وزنها حوالي 30 رطلاً (14 كجم)؛ تم تصميمه في الأصل بواسطة فيليكس بيدنارز بفتحة قصوى تبلغ f / 2.2 لأول فيلم وهو سينيمارا -360 رحلة إلى النجوم، والذي تم عرضه في معرض سياتل العالمي لعام 1962.
قام بيدنارز بتكييف تصميم العدسة من عدسة سابقة صممها للتدريب العسكري لمحاكاة تغطية الرؤية المحيطية للإنسان. تمت إعادة حساب العدسة لاحقًا لفيلم سينيمارا-360 الثاني «إلى القمر وما بعده» ، والذي كان له تنسيق فيلم مختلف قليلاً.
تم إنتاج فيلم «إلى القمر وما بعده» بواسطة شركة جرافيك للافلام وتم عرضه في معرض نيويورك العالمي 1964/1965  ، حيث شاهده كوبريك ؛ بعد ذلك، تأثر كثيرًا لدرجة أنه استأجر نفس الفريق الإبداعي من شركة جرافيك للافلام (المكون من دوغلس ترمبول وليستر نوفروس وكون بيدرسن) للعمل في فيلم 2001.
تم اكتشاف لوحة وجه هال 9000، بدون عدسة (ليست مثل لوحات وجه البطل التي شوهدت في الفيلم)، في متجر خردة في بادينغتون لندن في أوائل السبعينيات من قبل كريس راندال. تم العثور على هذا مع مفتاح غرفة دماغ هال. تم شراء كلا العنصرين مقابل عشرة شلن (0.50 جنيه إسترليني). كشفت الأبحاث أن العدسة الأصلية كانت فيشيا نيكور 8 مم f / 8. تم بيع المجموعة في مزاد كريستي في عام 2010 مقابل 17500 جنيه إسترليني  للمخرج السينمائي بيتر جاكسون.

### أصل الاسم
اسم هال، وفقًا للكاتب آرثر س. كلارك، مشتق من كمبيوتر خوارزمي مبرمج بشكل إرشادي :78. بعد إصدار الفيلم، لاحظ المعجبون أن هال كان تحولًا من حرف واحد من اسم ابم IBM وكان هناك الكثير من التكهنات منذ ذلك الحين بأن هذا كان حفرًا في شركة الكمبيوتر الكبيرة ، وهو أمر تم إنكاره من قبل كل من كلارك ومخرج 2001 ستانلي كوبريك. تناول كلارك القضية في كتابه اخر العوالم في 2001.

...حول مرة واحدة في الأسبوع، تكتشف بعض الشخصيات حقيقة أن هال يتقدم حرفًا واحدًا على IBM ، ويفترض على الفور أن ستانلي وأنا كنا نتعامل مع مؤسسة محترمة ... كما حدث، قدمت لنا شركة IBM قدرًا كبيرًا من المساعدة، لذلك شعرنا بالحرج الشديد من هذا، وكنا سنغير الاسم لو اكتشفنا المصادفة.:78
تمت استشارة شركة IBM أثناء صنع الفيلم ويمكن رؤية شعارها على الدعائم في الفيلم بما في ذلك لوحة أدوات قمرة القيادة في طائرة بان آم كليبر وعلى لوحة مفاتيح الذراع السفلية لبدلة بوول الفضائية. أثناء الإنتاج، تم لفت انتباه شركة IBM إلى أن حبكة الفيلم تضمنت جهاز كمبيوتر للقتل، لكنهم وافقوا على الارتباط بالفيلم إذا كان من الواضح أن أي «عطل في المعدات» لا علاقة له بمنتجاتهم.
شركة هال للاتصالات هي شركة حقيقية، لها منشآت تقع في ايربانا، إلينوي ، حيث يُعرِّف هال في الفيلم نفسه بأنه تم تنشيطه: "أنا كمبيوترهال 9000. لقد بدأت العمل في مصنع هال في أوربانا إلينوي في الثاني عشر من كانون الثاني 1992 " ".
صرح الرئيس السابق لشركة هال للاتصالات، بيل هنري، أن هذه مصادفة: «لم يكن هناك ولم يكن هناك أي اتصال مطلقًا بـ» هال «، الكمبيوتر الذكي الخاص بـ ارثر كلارك في مسرحية الشاشة» 2001 «- نُشر لاحقًا ككتاب لقد فوجئنا بشدة عندما ضرب الفيلم مسرح كوود في الحرم الجامعي واكتشفنا أن كمبيوتر الفيلم يحمل اسمنا. لم نواجه أي مشاكل مع هذا التشابه -» هال«للفيلم و» هال«(جميع الأحرف الكبيرة) بالنسبة لنا شركة. ولكن، من وقت لآخر، كانت لدينا مشاكل مع الآخرين الذين يحاولون استخدام» هال«. وقد أدى ذلك إلى دفع رواتب المحامين. وانسحبوا الجناة أو توقفوا عن العمل في نهاية المطاف».

### التأثير
كان المشهد الذي يتدهور فيه وعي هال مستوحى من ذاكرة كلارك لعرض تخليق الكلام من قبل الفيزيائي جون لاري كيلي جونيور، الذي استخدم كمبيوتر IBM 704 لتركيب الكلام. أعاد المشفر الصوتي في مسجل صوت كيلي إنشاء أغنية «ديزي بيل»، بمرافقة موسيقية من ماكس ماثيوز.
استندت قدرات هال، مثل جميع التقنيات في عام 2001، إلى تكهنات العلماء المحترمين. كان مارفن مينسكي ، مدير مختبر MIT لعلوم الكمبيوتر والذكاء الاصطناعي (CSAIL) وأحد أكثر الباحثين تأثيرًا في هذا المجال ، مستشارًا في موقع التصوير. في منتصف الستينيات، كان العديد من علماء الكمبيوتر في مجال الذكاء الاصطناعي متفائلين بأن الآلات التي تتمتع بقدرات هال ستوجد في غضون بضعة عقود. على سبيل المثال ، توقع رائد الذكاء الاصطناعي هربرت أ. سايمون في جامعة كارنيجي ميلون في عام 1965 أن «الآلات ستكون قادرة ، في غضون عشرين عامًا ، على القيام بأي عمل يمكن للرجل القيام به»  ، وكان الافتراض العام هو أن المشكلة كانت واحدة من السرعة الحسابية (التي كان من المتوقع أن تزداد) بدلاً من المبدأ.

## التاثير الثقافي
تم إدراج هال كأكبر شخصية شريرًة في الفيلم حائزة على الرقم13 في معهد الفيلم الأمريكي 100 عام و100 بطل وشرير.
كان هال9000 كوكيب رقم 9000 في حزام الكوكيبات التي تم اكتشافه في 3 مايو 1981 من قبل أي. بويل في محطة اندرسن ميسا، على اسم هال 9000.
اللعبة التعليمية عام 1993 أين كارمن سانديجو في الفضاء؟ يتميز بمساعد رقمي يُدعى فال 9000  ، تكريمًا لـ هال 9000. تم إنشاء إعلان بموقع آبل  لعام 1999 «لقد كان خطأ ، دايف» من خلال إعادة إنشاء مظهر هال9000 بدقة من الفيلم. تم إطلاق الإعلان خلال حقبة المخاوف بشأن أخطاء مشكلة عام 2000، حيث أشار الإعلان إلى أن السلوك الغريب لـ هال كان سببه خطأ في مشكلة عام 2000، قبل العودة إلى المنزل إلى النقطة التي «تم تصميم ماكنتوش فقط ليعمل بشكل مثالي».
في عام 2003، كان هال 9000 من أوائل الروبوتات التي تم إدخالها إلى قاعة مشاهير الروبوتات في بيتسبرغ ، بنسلفانيا. يمكن للمرء تجربة رؤية نسخة طبق الأصل من هال في مركز كارنيجي للعلوم في بيتسبرغ.

## انظر ايضاً
- قائمة الحواسيب الخيالية.
- ILLIAC (جامعة إلينوي في أوربانا شامبين).
- المركز الوطني لتطبيقات الحوسبة الفائقة (جامعة إلينوي في أوربانا شامبين).
- بوول مقابل هال 9000 (تفاصيل لعبة الشطرنج التي لعبها فرانك بوول وهال 9000).
- جيبي وشريحة بجنون العظمة.
- مشكلة التحكم في الذكاء الاصطناعي.

## روابط خارجية
* مقتطفات نصية من HAL 9000 في 2001: اوديسا الفضاء.
- إرث HAL ، كتاب إلكتروني على الإنترنت (معظمه نص كامل) للنسخة المطبوعة تم تحريره بواسطة دايفيد ج. ستورك، مطبعة MIT ، 1997، ISBN 0-262-69211-2، ومجموعة من المقالات على هال.
- إرث هال ، مقابلة مع آرثر سي كلارك.
- قضية سلامة هال العقلية بواسطة كلاي والدروب.
- 2001 يملأ المسرح في «عيد ميلاد» هال 9000 في عام 1997 في جامعة إلينوي في أوربانا شامبين.